# Multi-Dysfunktionalität
Die Multi-Dysfunktionalität (lat. multi „viel/e“; Dysfunktion „Funktionsstörung“) beschreibt mehrere Funktionsstörungen/Behinderungen eines Menschen nach dem ICF-Modell.
Die Multi-Dysfunktionalität ist mit dem medizinischen Begriff der Multi-Morbidität zu vergleichen, welcher angibt, dass ein Patient mehrere (Grund-)Erkrankungen aufweist. Die Multi-Dysfunktionalität gibt an, dass ein Mensch unter mehreren Funktionsstörungen leidet.